# Baiami
Genre
Baiami est un genre d'araignées aranéomorphes de la famille des Desidae.

## Distribution
Les espèces de ce genre sont endémiques d'Australie. Elles se rencontrent en Australie-Occidentale, en Australie-Méridionale et au Victoria.

## Liste des espèces
Selon World Spider Catalog (version 23.5, 09/09/2022) :
- Baiami brockmani Gray, 1982
- Baiami glenelgi Gray, 1982
- Baiami loftyensis Gray, 1982
- Baiami montana Gray, 1982
- Baiami stirlingi Gray, 1982
- Baiami storeniformis (Simon, 1908)
- Baiami tegenarioides (Simon, 1908)
- Baiami torbayensis Gray, 1982
- Baiami volucripes (Simon, 1908)

## Systématique et taxinomie
Ce genre a été décrit par Lehtinen en 1967 dans les Amaurobiidae. Il est placé dans les Stiphidiidae par Forster et Wilton en 1973 puis dans les Desidae par Wheeler et al. en 2017.

## Publication originale
- Lehtinen, 1967 : « Classification of the cribellate spiders and some allied families, with notes on the evolution of the suborder Araneomorpha. » Annales Zoologici Fennici, vol. 4, p. 199-468.